# Pena de muerte en Camboya

Ubicación de Camboya en el Sudeste Asiático

La pena capital en Camboya está prohibida por su Constitución vigente. Camboya la abolió en 1989.
Camboya es uno de los dos únicos países de la ASEAN (el otro es Filipinas) que han abolido la pena capital.

## Legislación
La Constitución del Reino de Camboya (1993) en el art. 32 establece::
"Todas las personas tienen derecho a la vida, la libertad y la seguridad personal. No habrá pena capital".

## Política
En 1995, primer primer ministro del país, el príncipe Norodom Ranariddh, hizo un llamado a restablecer la pena de muerte al pedir que el Estado matara a los asesinos y traficantes de drogas.
En 2019, el primer ministro Hun Sen dijo que estaba considerando introducir la pena capital para las personas que violan a niños, pero dijo que solo sucedería después de un referéndum nacional. Un par de días después de este anuncio, Hun Sen cambió de postura.